# Tetraponera brevicornis
Tetraponera brevicornis är en myrart som först beskrevs av Carlo Emery 1900.  Tetraponera brevicornis ingår i släktet Tetraponera och familjen myror. Inga underarter finns listade i Catalogue of Life.